# Leander Modersohn
Leander Modersohn (Vorwerk, 6 ottobre 1980) è un attore tedesco.

## Biografia
Dall'età di sei anni suona il violino; seguono il pianoforte, la chitarra, la batteria e il canto. Frequenta, tra il 2002 e il 2005, la scuola di recitazione di Monaco di Baviera. Raggiunge la notorietà interpretando Tim Gerlach nella soap opera di ZDF La strada per la felicità, dal 2005 al 2007.
La sua famiglia è originaria di Worpsweder; suo fratello, Timon Modersohn, è un regista. È legato a Kaya Marie Möller, collega sul set de La strada per la felicità.

## Filmografia

### Cinema
- Adam Meets Eve, regia di Christoph Busche (2005)
- Wigald, regia di Timon Modersohn (2006)
- Il falsario - Operazione Bernhard (Die Fälscher), regia di Stefan Ruzowitzky (2007)

### Televisione
- Küssen verboten, baggern erlaubt, regia di Lars Montag (2003)
- Schulmädchen – serie TV, episodio 1x01 (2004)
- fabrixx – serial TV (2004)
- La strada per la felicità (Wege zum Glück) – serial TV, 400 puntate (2005-2007)

## Programmi televisivi
- Volle Kanne (2007)